# 赫尔 (赫罗纳省)
赫尔（西班牙语）是西班牙加泰罗尼亚赫罗纳省的一个市镇。总面积33平方公里，总人口373人（2001年），人口密度11人/平方公里。